# Karl Mann (Mediziner)
Karl Mann (* 29. Oktober 1948 in Mainz) ist ein deutscher Arzt, Psychiater und Suchtforscher, von 1999 bis 2014 Inhaber des ersten Lehrstuhls für Suchtforschung in Deutschland an der Medizinischen Fakultät Mannheim, Universität Heidelberg, und Ärztlicher Direktor der Klinik für Abhängiges Verhalten und Suchtmedizin, von 2006 bis 2014 Stellv. Institutsdirektor des Zentralinstituts für Seelische Gesundheit in Mannheim.

## Biografie

### Ausbildung
Mann studierte Humanmedizin an der Johannes Gutenberg-Universität Mainz, der Universität Innsbruck, der Universität Wien und in den USA. Mann promovierte 1978 zum Dr. med. Er ist seit 1985 Facharzt für Neurologie und Psychiatrie mit Zusatzbezeichnung Psychotherapie und habilitierte sich 1990 für das Fach Psychiatrie. Von 1978 bis 1979 war er Research Fellow in Paris.
Karl Mann ist verheiratet mit der Professorin für Entwicklungspädiatrie, Ingeborg Krägeloh-Mann (* 1953).

### Forschung
Die wissenschaftliche Schwerpunkte von Mann sind die Alkohol- und Nikotinabhängigkeit, Schmerzmittelabusus und -abhängigkeit, Spielsucht, Neuroimaging, Psychopharmakologie und Neurophysiologie. Dabei hat er 22 Projekte zur Abhängigkeit von Alkohol, Medikamenten und Nikotin durchgeführt. Die Projekte wurden unterstützt durch die Deutsche Forschungsgemeinschaft (DFG), das Bundesministerium für Bildung und Forschung (BMBF), die Europäische Union (EU), die Industrie und das Land Baden-Württemberg.

## Publikationen
Mann hat seit 1980 über 500 Beiträge in internationalen Zeitschriften, 20 Bücher und ca. 100 Buchbeiträge publiziert. (Platz 3 in der Liste der weltweit produktivsten Alkoholismusforscher 2005–2009).

## Auszeichnungen
- Jellinek-Forschungspreis ("Human neurobiology and personalized treatment of alcohol use disorders") 2020
- James B. Isaacson Award 2016 (Treatment of alcoholism and Genetics Research)
- European Addiction Research Award 2016 (Lifetime achievement)
- Ting Kai Li Lectureship Award der US Research Society on Alcoholism 2014 ("Personalized Treatment")
- Best paper in Addiction Biology in 2013 (Mann et al. Extending the Treatment Options in alcohol dependence: a randomized controlled study of as-needed nalmefene. Biol Psych 73:706-713)
- Hermann-Simon-Preis für Versorgungsforschung, 2007
- Deutscher Suchtforschungspreis, 2004
- Forschungspreis der Deutschen Gesellschaft für Biologische Psychiatrie, 1992

## Mitgliedschaften und Ehrungen
- Deutsche Gesellschaft für Suchtforschung und Suchttherapie (DG-Sucht), Präsident 2006–2010
- European Psychiatric Association (EPA), Board member 1990–2010, treasurer 2004–2010
- European Federation of Addiction Societies (EUFAS), Präsident 2010–2014
- Deutsche Gesellschaft für Psychiatrie, Psychotherapie und Nervenheilkunde (DGPPN)
- European Society for Biomedical Research on Alcoholism (ESBRA)
- International Society for Biomedical Research on Alcoholism (ISBRA), Präsident 2010–2012
- European College of Neuropsychopharmacology (ECNP)
- Wissenschaftliches Kuratorium der Deutschen Hauptstelle für Suchtfragen (DHS), Sprecher
- Drogen- und Suchtrat der Bundesregierung (seit 2002)
- Deutsches Suchtforschungsnetz (BMBF-gefördert), Sprecher 2005–2008
- WHO Berater: Alcoholism Treatment Programme in Iran, 2015
- WHO Arbeitsgruppe: Addiction Diagnoses (ICD-11)
- Mitherausgeber (Europa), Alcoholism: Clinical and Experimental Research, ACER, 1998–2010